# Abel Ferrara

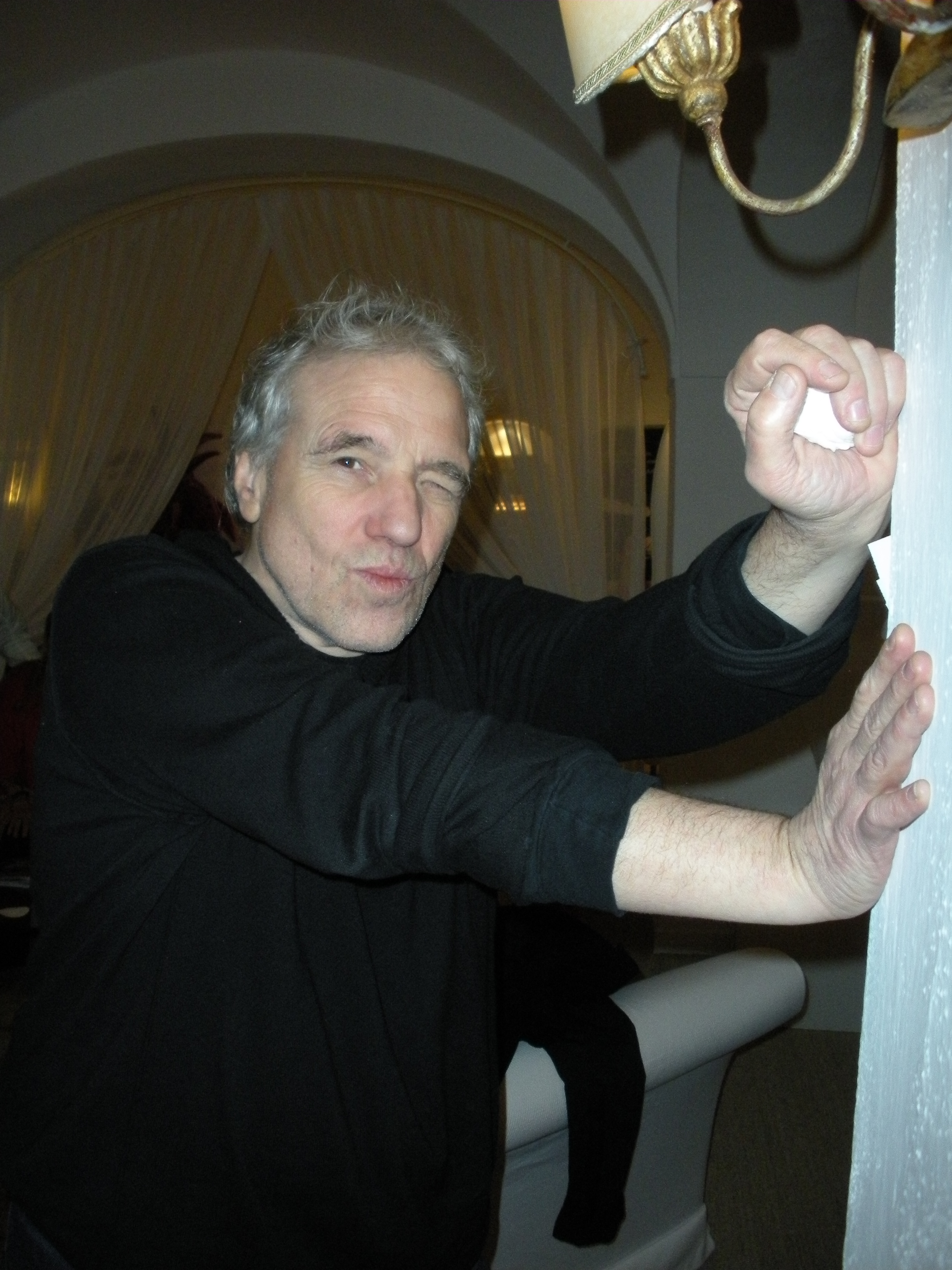
Abel Ferrara, 2010

Abel Ferrara (* 19. Juli 1951 in New York) ist ein US-amerikanischer Drehbuchautor und Regisseur.

## Leben und Karriere
Abel Ferrara wurde in der Bronx in New York geboren. Seine ersten Amateurfilme drehte er als Teenager auf Super 8.
Ferrara studierte unter anderem am San Francisco Art Institute. Einer seiner Lehrer und prägenden Einflüsse dort war der deutsche Filmemacher Rosa von Praunheim. Er ist Absolvent der State University of New York at Purchase.
Nach einigen Kurzfilmen drehte er mit dem Pornofilm The Nine Lives of a Wet Pussy seinen ersten Langfilm. Seinen Ruf erarbeitete sich Ferrara mit seinen schonungslosen Porträts des Bronxer Straßenlebens. 1979 drehte er The Driller Killer. Im Mittelpunkt der Handlung steht ein Maler, der auf Mordtour geht. Dieser Film, in dem er unter dem Pseudonym Jimmy Laine auch die Hauptrolle spielte, wurde sein erster kommerzieller Erfolg. Gute Kritiken für Ms. 45 (dt. Die Frau mit der 45er Magnum), einen Film über eine stumme Frau, die nach einer Vergewaltigung zur Selbstjustiz greift, halfen ihm, einen gewissen Kultstatus zu erlangen. Mit größeren Budgets und der Unterstützung der Filmindustrie gelang es ihm nun, auch namhafte Darsteller zu verpflichten. Dennoch nahm er seine Kamera weiter mit in die Abgründe New Yorks, wie sein von Robert Bresson beeinflusster Low-Budget-Film Bad Lieutenant (1992) zeigte. Einen großen Einfluss auf Ferrara übte nach eigenen Angaben auch der deutsche Filmemacher Rainer Werner Fassbinder aus.
Oft nimmt sich der in den Medien als „zweifelnder Katholik“ bekannte Filmregisseur seines Glaubens beziehungsweise religiöser Fragen an. „In meinen Filmen ist die Religion mehr als eine Metapher“, so Ferrara, der lange Zeit mit dem Drehbuchautor Nicholas St. John zusammenarbeitete, einem gläubigen Katholiken. In Bad Lieutenant (Co-Autorin: Zoë Lund) deckt Harvey Keitel als Titelfigur die Vergewaltigung an einer Nonne auf, während in Das Begräbnis die Totenwache von Johnny Tempio, dem Jüngsten des katholischen Tempio-Clans, in den Mittelpunkt gerückt wird. 2005 zog Ferrara nach Rom, wo er Juliette Binoche die Rolle einer von Maria Magdalena besessenen Schauspielerin in dem preisgekrönten Drama Mary spielen ließ. 2013 verfilmte er die Affäre Strauss-Kahn, wofür er Gérard Depardieu als Dominique Strauss-Kahn und Jacqueline Bisset als dessen Frau gewinnen konnte. Der Film kam in vielen Ländern nicht ins Kino, sondern wurde über Streaming-Dienste vertrieben, weil man den „Voyeurismus der Filmpiraten“ fürchtete. Dem Film und damit Ferrara wurden in verschiedenen Medien antisemitische Tendenzen vorgeworfen, insbesondere in der fiktionalisierten Darstellung der realen Anne Sinclair.
Im Jahr 2020 erhielt Ferrara für den Spielfilm Siberia eine Einladung in den Wettbewerb der 70. Internationalen Filmfestspiele Berlin.

## Filmografie (Auswahl)

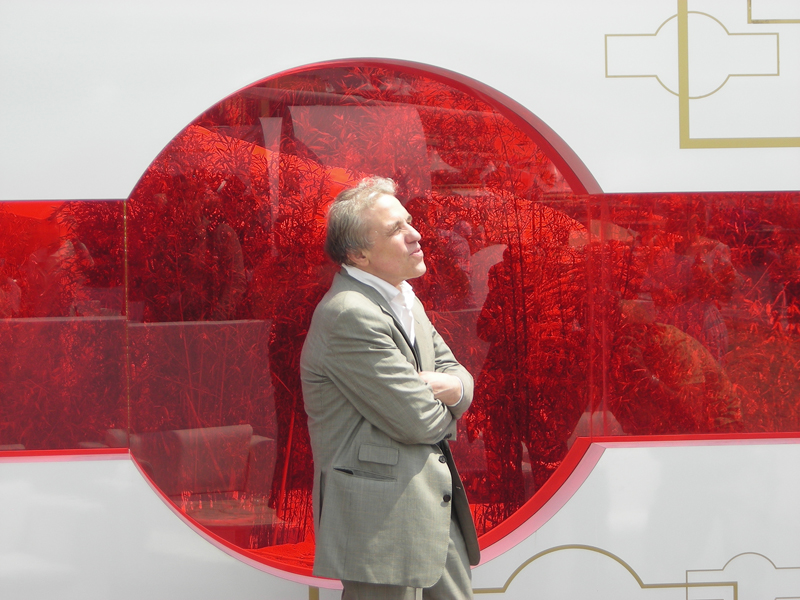
Abel Ferrara 2008

### Als Filmregisseur
- 1971: Nicky’s Film (Kurzfilm)
- 1972: The Hold Up (Kurzfilm)
- 1973: Could This Be Love? (Kurzfilm)
- 1976: 9 Lives of a Wet Pussy
- 1977: Not Guilty: For Keith Richards (Kurz-Dokumentarfilm)
- 1979: The Driller Killer – Der Bohrmaschinenkiller (The Driller Killer)
- 1981: Die Frau mit der 45er Magnum (Ms. 45)
- 1984: Fear City – Manhattan 2 Uhr nachts (Fear City)
- 1984: Miami Vice (Fernsehserie, 2 Episoden)
- 1986: Der Gladiator (The Gladiator, Fernsehfilm)
- 1986: Crime Story (Fernsehserie, Episode 1x01)
- 1987: Krieg in Chinatown (China Girl)
- 1988: The Loner (Fernsehfilm)
- 1989: Hexenkessel Miami (Cat Chaser)
- 1990: King of New York – König zwischen Tag und Nacht (King of New York)
- 1992: Bad Lieutenant
- 1993: Body Snatchers – Angriff der Körperfresser (Body Snatchers)
- 1993: Snake Eyes
- 1995: The Addiction
- 1996: Das Begräbnis (The Funeral)
- 1997: The Blackout
- 1997: Subway Stories: Tales from the Underground (Fernsehfilm, Segment Love on the A Train)
- 1998: New Rose Hotel
- 2001: ’R Xmas
- 2005: Mary
- 2007: Go Go Tales
- 2008: Chelsea on the Rocks (Dokumentarfilm)
- 2009: Napoli, Napoli, Napoli (Dokumentarfilm)
- 2010: Mulberry St. (Dokumentarfilm)
- 2011: 4:44 Last Day on Earth
- 2014: Welcome to New York
- 2014: Pasolini
- 2017: Alive in France (Dokumentarfilm)
- 2017: Piazza Vittorio (Dokumentarfilm)
- 2019: The Projectionist (Dokumentarfilm)
- 2019: Tommaso und der Tanz der Geister (Tommaso)
- 2020: Siberia
- 2020: Sportin’ Life (Dokumentarfilm)
- 2021: Zeros and Ones
- 2022: Padre Pio
- 2024: Turn in the Wound (Dokumentarfilm)

### Als Drehbuchautor
- 1972: The Hold Up (Kurzfilm)
- 1973: Could This Be Love? (Kurzfilm)
- 1992: Bad Lieutenant
- 1997: The Blackout
- 1998: New Rose Hotel
- 2001: ’R Xmas
- 2005: Mary
- 2007: Go Go Tales
- 2009: Napoli, Napoli, Napoli (Dokumentarfilm)
- 2011: 4:44 Last Day on Earth
- 2014: Welcome to New York
- 2019: Tommaso und der Tanz der Geister (Tommaso)
- 2020: Siberia
- 2021: Zeros and Ones
- 2022: Padre Pio

## Auszeichnungen
- 1987: Deauville Film Festival  – Critics Award (Nominierung) für Krieg in Chinatown (China Girl)
- 1998: Mystfest   – Best Film (Nominierung) für Hexenkessel Miami (Cat Chaser)
- 1991: Mystfest   – Best Direction für King of New York – König zwischen Tag und Nacht (King of New York)
- 1991: Mystfest   – Best Film (Nominierung) für King of New York – König zwischen Tag und Nacht (King of New York)
- 1993: Cannes Film Festival   – Goldene Palme (Nominierung) für Body Snatchers – Angriff der Körperfresser
- 1993: Intern. Fantasy Film Award  – Fantasproto (Nominierung) für Bad Lieutenant
- 1993: Independent Spirit Awards  – Independent Spirit Award (Nominierung) für Bad Lieutenant
- 1995: Berlinale    – Goldener Bär (Nominierung) für The Addiction
- 1995: Gotham Awards    – Filmmaker Award
- 1995: Mystfest   – Critics Award für The Addiction
- 1995: Mystfest   – Best Film (Nominierung) für The Addiction
- 1996: Independent Spirit Awards – Nominierung Independent Spirit Award – Bester Film für The Addiction
- 1996: Filmfestspiele von Venedig  – OCIC Award für The Funeral
- 1996: Filmfestspiele von Venedig  – Goldener Löwe (Nominierung) für The Funeral
- 1997: Independent Spirit Awards  – Independent Spirit Award (Nominierung) für The Funeral
- 1997: Málaga Fantastic Cinema  – Best Film für The Addiction
- 1998: New York Intern. Filmfestival – Feature Film Award für The Blackout
- 1998: Sitges, Catalonian Filmfest – Best Film (Nominierung) für New Rose Hotel
- 1998: Filmfestspiele von Venedig  – Elvira Notari Prize – Special Mention für New Rose Hotel
- 1998: Filmfestspiele von Venedig  – Filmcritica „Bastone Bianco“ Award für New Rose Hotel
- 1998: Filmfestspiele von Venedig  – Goldener Löwe (Nominierung) für New Rose Hotel
- 2002: New York Intern. Filmfestival – Grand Jury Prize für ´R Xmas
- 2004: Flaiano International Prizes  – Career Award
- 2005: Filmfestspiele von Venedig  – Spezialpreis der Jury für Mary
- 2005: Filmfestspiele von Venedig  – Mimmo Rotella Foundation Award für Mary
- 2005: Filmfestspiele von Venedig  – SIGNIS Award für Mary
- 2005: Filmfestspiele von Venedig  – Serio Trasatti Award für Mary
- 2005: Filmfestspiele von Venedig  – Goldener Löwe (Nominierung) für Mary
- 2007: Montréal World Film Festival  – Grand Prix des Amériques (Nominierung) für Go Go Tales
- 2007: eDIT Filmmakers´s Festival  – Ehrenpreis für sein Gesamtwerk
- 2008: Sitges, Catalonian Filmfest – Time-Machine Honorary Award
- 2009: Miami Film Festival  – Career Achievement Tribute
- 2011: Locarno Film Festival  – Ehrenleopard für sein Gesamtwerk
- 2011: Filmfestspiele von Venedig – Goldener Löwe (Nominierung) für 4:44 – Last Day On Earth
- 2011: New York Film Festival  – 4:44 – Last Day On Earth (Main Slate)
- 2014: Filmfestspiele von Venedig – Goldener Löwe (Nominierung) für Pasolini
- 2019: Film Festival Cologne       – Hollywood Reporter Award für Tommaso
- 2020: Internationale Filmfestspiele Berlin  –  Goldener Bär (Nominierung) für Siberia